# 家庭教師ヒットマンREBORN! バトルアリーナ
『家庭教師ヒットマンREBORN! バトルアリーナ』（かてきょーヒットマンリボーン バトルアリーナ）は、PlayStation Portable用2D対戦型格闘ゲーム。販売元はマーベラスエンターテイメント。開発制作はエインシャント。全年齢対象。第1弾が2008年9月18日発売。第2弾『家庭教師ヒットマンREBORN! BATTLE ARENA2 スピリットバースト』が、2009年9月17日発売。キャラクターイラストとストーリーモード構成は有賀ヒトシ。

## 概要
漫画・アニメ『家庭教師ヒットマンREBORN!』の一シリーズ「未来編」を舞台にしたオリジナルストーリー。フルボイス対応。その他の要素として、1000通り以上のキャラクターカスタマイズができる。

## 登場キャラクター
使用可能キャラクターは総勢12人。
- 沢田綱吉
- 獄寺隼人
- 雲雀恭弥
- 六道骸
- クローム髑髏
- 山本武
- 大人ランボ
- 笹川了平
- XANXUS（ザンザス）
- ラル・ミルチ
- 10年後雲雀恭弥
- 10年後六道骸

以下12人は「BATTLE ARENA2」から追加された使用可能キャラクター。
- γ（ガンマ）
- 幻騎士
- ジンジャー・ブレッド
- キング・モスカ（搭乗者スパナ）
- 白蘭
- 10年後ベルフェゴール
- 10年後スクアーロ
- 10年後XANXUS
- 10年後ディーノ
- 10年後獄寺隼人
- 10年後山本武
- 10年後笹川了平